# The Best So Far… 2018 Tour Edition
The Best So Far… 2018 Tour Edition — четвёртый англоязычный сборник лучших хитов канадской певицы Селин Дион, выпущенный компанией Columbia Records в Азиатско-Тихоокеанском регионе, приуроченный к туру Дион по этой части мира в 2018 году. Альбом был выпущен в Японии 30 мая 2018 года, в Австралии — 6 июля 2018 года и в Новой Зеландии — 20 июля 2018 года. В него вошли студийные версии 17 хитов певицы, выходившие с 1993 по 2013 год. В оформлении альбома использовано фото Дион, сделанное во время её предыдущего тура в 2017 году, проходившего в Европе в поддержку альбома Encore un soir. The Best So Far… 2018 Tour Edition достиг 4-й позиции в чартах Австралии и Новой Зеландии и 24-й в Японии.

## Список композиций
| №                   | Название                                      | Автор(ы)                                                    | Продюсер(ы)                                                           | Длительность |
| ------------------- | --------------------------------------------- | ----------------------------------------------------------- | --------------------------------------------------------------------- | ------------ |
| 1.                  | «My Heart Will Go On»                         | Джеймс Хорнер Уилл Дженнингс                                | Уолтер Афанасьефф Хорнер                                              | 4:41         |
| 2.                  | «To Love You More» (radio edit)               | Дэвид Фостер Джуниор Майлз                                  | Фостер                                                                | 4:41         |
| 3.                  | «Immortality»                                 | Гибб Робин Гибб Морис Гибб                                  | Афанасьефф                                                            | 4:12         |
| 4.                  | «Falling into You»                            | Билли Стейнберг Рик Ноуэлс Мари Клер Д’Убальдо              | Ноуэлс Стейнберг                                                      | 4:20         |
| 5.                  | «The Power of Love» (radio edit)              | Гюнтер Менде Кэнди Деруж Дженнифер Раш Мэри Сьюзан Эпплгейт | Фостер                                                                | 4:48         |
| 6.                  | «It's All Coming Back to Me Now» (radio edit) | Джим Стайнман                                               | Стайнман Стивен Ринкофф Рой Биттан                                    | 5:32         |
| 7.                  | «That’s the Way It Is»                        | Кристиан Лундин Макс Мартин Андреас Карлссон                | Мартин Лундин                                                         | 4:03         |
| 8.                  | «Pour que tu m'aimes encore»                  | Жан-Жак Гольдман                                            | Гольдман Эрик Бензи                                                   | 4:14         |
| 9.                  | «The First Time Ever I Saw Your Face»         | Юэн Макколл                                                 | Фостер                                                                | 4:09         |
| 10.                 | «Think Twice»                                 | Энди Хилл Питер Синфилд                                     | Кристофер Нил Альдо Нова                                              | 4:49         |
| 11.                 | «Because You Loved Me»                        | Дайан Уоррен                                                | Фостер                                                                | 4:34         |
| 12.                 | «I Drove All Night»                           | Стейнберг Том Келли                                         | Пир Асторм Вито Люпрано                                               | 4:00         |
| 13.                 | «A New Day Has Come» (radio remix)            | Нова Стефан Моккио                                          | Рик Уэйк Афанасьефф Нова Ричи Джонс Кристиан ван Баркхолдер Марк Долд | 4:21         |
| 14.                 | «Alone»                                       | Стейнберг Келли                                             | Бен Муди                                                              | 3:26         |
| 15.                 | «Taking Chances»                              | Кара Диогуарди Дэйв Стюарт                                  | Джон Шэнкс                                                            | 4:03         |
| 16.                 | «Loved Me Back to Life»                       | Хашам Хуссейн Денариус Мотес Сия Фёрлер                     | Sham & Motesart Хуссейн                                               | 3:52         |
| 17.                 | «All by Myself»                               | Эрик Кармен Сергей Рахманинов                               | Фостер                                                                | 5:11         |
| Общая длительность: | Общая длительность:                           | Общая длительность:                                         | Общая длительность:                                                   | 74:56        |

| №                   | Название                    | Автор(ы)                             | Продюсер(ы)         | Длительность |
| ------------------- | --------------------------- | ------------------------------------ | ------------------- | ------------ |
| 18.                 | «River Deep, Mountain High» | Элли Гринвич Джефф Барри Фил Спектор | Стайнман Ринкофф    | 4:10         |
| Общая длительность: | Общая длительность:         | Общая длительность:                  | Общая длительность: | 60:02        |

## Чарты
| Чарт (2018)                   | Позиция |
| ----------------------------- | ------- |
| Австралия (ARIA)              | 4       |
| Новая Зеландия (RMNZ)         | 4       |
| Япония (Oricon)               | 24      |
| Япония (Oricon International) | 4       |
| Япония (Billboard Japan)      | 31      |

| Чарт (2018)      | Позиция |
| ---------------- | ------- |
| Австралия (ARIA) | 86      |

## История релиза
| Страна         | Дата         | Лейбл    | Формат                                                               | Каталог               |
| -------------- | ------------ | -------- | -------------------------------------------------------------------- | --------------------- |
| Япония         | 30 мая 2018  | SMEJ     | Blu-spec CD2 цифровая дистрибуция стриминг                           | SICP-31172            |
| Япония         | 30 мая 2018  | SMEJ     | Blu-spec CD2 (с дополнительным мерчем) цифровая дистрибуция стриминг | SICP-31170 SICP-31171 |
| Тайвань        | 1 июня 2018  | Columbia | CD (с дополнительным мерчем) цифровая дистрибуция стриминг           | 19075842342           |
| Таиланд        | 15 июня 2018 | Columbia | CD цифровая дистрибуция стриминг                                     | 19075842342           |
| Австралия      | 6 июля 2018  | Columbia | CD цифровая дистрибуция стриминг                                     | 19075842342           |
| Новая Зеландия | 20 июля 2018 | Columbia | CD цифровая дистрибуция стриминг                                     | 19075842342           |